# Jason Rothenberg
 (janvier 2018).
Si vous disposez d'ouvrages ou d'articles de référence ou si vous connaissez des sites web de qualité traitant du thème abordé ici, merci de compléter l'article en donnant les références utiles à sa vérifiabilité et en les liant à la section « Notes et références ».
Jason Rothenberg, né le 10 mai 1967 à Détroit (Michigan), est un réalisateur, producteur et scénariste pour la télévision américain.
Il est notamment célèbre pour être le créateur de la série télévisée Les 100.

## Biographie
Il est né à Detroit, dans le Michigan et a étudié la communication à l'université de Madison. Il a ensuite commencé sa carrière à Hollywood en tant qu'assistant. Il a ensuite été le producteur-assistant pour le film français American Cuisine en 1992 et 1998, mais aussi a été embauché, ensuite, pour faire la production du film Julien Donkey-Boy en 1999.
Rothenberg crée The 100, pour CW en 2013, dont il est le développeur, le coécrivain, le coproducteur mais aussi le producteur exécutif.

## Filmographie

### Télévision
En 2009, il développe en collaboration avec Bill Robinson la série Body Politic centrée sur un groupe de jeunes membres du personnel de Washington pour la CW qui commande un pilote. Lors des réunions préliminaires de 2009, la PDG de la chaîne Dawn Ostroff confirme une diffusion pour la mi-saison. Deux mois plus tard la chaîne annonce l'annulation du projet. Le duo rentre en négociation avec ABC et NBC qui se montrent très intéressées par ce qu'ils ont vu mais finalement ne commande pas la série.

#### The 100
En 2012, avant la publication du premier livre The 100 par l'auteur Kass Morgan, le studio Alloy Entertainment approche la branche Warner Bros. Television avec l'idée d'un potentiel pilote. Jason Rothenberg se montre tout de suite intéressé par l'idée. En janvier 2013, la CW commande un pilote signé par lui. En mai 2013, la CW commande 13 épisodes et annonce une diffusion pour 2014. La série s'offre le lancement le plus important de la saison pour la chaîne.
En mai 2014, la CW commande une saison 2 de 16 épisodes pour The 100. Rothenberg revient à cette occasion sur le début de la série en précisant que celle-ci n'a trouvé sa place qu'à partir de l'épisode 5 et a été encouragé par le dirigeant de la CW Mark Pedowitz à continuer dans cette atmosphère sombre. Avec une saison 2 considérée comme meilleure que la précédente, la série est renouvelée pour une troisième saison de 16 épisodes en janvier 2015.
En février et mars 2016, Rothenberg est critiqué par les fans de la série et certaines associations pour avoir fait tuer un personnage lesbien, Lexa kom Trikru, et il est également accusé de harcèlement par l'acteur Ricky Whittle qui interprète Lincoln. Malgré cela la série est renouvelée pour une saison 4 de 13 épisodes. Des rumeurs commencent à sortir disant que la saison 5 serait la dernière saison de la série et que Rothenberg développerait un spin-off.
En mai 2018, en raison des audiences supérieures aux saisons 3 et 4, la série est renouvelée pour une sixième saison. Au TCA[Quoi ?] 2018, la CW annonce que c'est Jason Rothenberg lui-même qui décidera quand la série s'arrêtera et qu'il a déjà des idées pour une septième saison.
Rothenberg annonce la fin de la série en août 2019 au terme de sa septième saison de 16 épisodes. Il déclare être très fier de finir la série comme il le souhaite au terme de 100 épisodes et remercie la CW et Warner d'avoir accepté cette décision.